# 2028年1月12日月食
2028年1月12日月食为一次將在协调世界时2028年1月12日出現的月偏食。該次月食半影食分為1.072、全影食分為0.072。偏食維持了29分。

## 概述
這次月食的食分是7.56，偏食維持了29分。

## 基本參數
- 類型：月偏食
- 食甚資料：
  - 日期：2028年1月12日
  - 時間：4:13
  - 月球位置：赤經7.56度、赤緯22.7度
  - 食分：半影食分：1.072、全影食分：0.072
  - 持續時間：偏食29分

## 外部連結
- NASA月食專頁（页面存档备份，存于）（英文）